# Astronomy and Astrophysics
Astronomy and Astrophysics (A&A) — науковий журнал з астрономії та астрофізики, що охоплює теоретичну, спостережну та інструментальну астрономію і астрофізику. EDP Sciences публікує 16 номерів журналу на рік. Головним редактором журналу є Террі Форвель (Thierry Forveille, Обсерваторія Наук про Всесвіт, Гренобль). Імпакт-фактор журналу 2012 року становив 5,084[джерело?].

## Історія
Журнал «Astronomy and Astrophysics» було утворено 1969 року шляхом злиття кількох національних журналів Європейських країн:
- Annales d'Astrophysique ISSN 0365-0499 (Франція), видається з 1938
- Arkiv för Astronomi ISSN 0004-2048 (Швеція), видається з 1948
- Bulletin of the Astronomical Institutes of the Netherlands ISSN 0365-8910 (Нідерланди), видається з 1921
- Bulletin Astronomique ISSN 0245-9787 (Франція), видається з 1884
- Journal des Observateurs ISSN 0368-3389 (Франція), видається з 1915
- Zeitschrift für Astrophysik ISSN 0372-8331 (Німеччина), видається з 1930

1992 року до журналу також приєднався Бюлетень астрономічних інститутів Чехословаччини, заснований 1947 року. Спочатку журнал друкував статті англійською, французькою або німецькою, але статей німецькою та французькою завжди було мало. Через це журнал припинив друкувати статті цими мовами, зокрема, внаслідок того, що стало важко знайти рецензентів, які достатньою мірою володіють ними.

## Відкритий доступ
Усі статті та листи до редакції, що публікуються в електронних розділах (Атомні, молекулярні та ядерні дані — Астрономічні прилади — Каталоги та дані — Чисельні методи і коди) журналу надаються у відкритому доступі, безкоштовно для авторів.

До статей в інших розділах журналу вільний доступ відкривається через 12 місяців з моменту публікації через сайт видавця та через Астрофізичну інформаційну систему НАСА, у форматах HTML і PDF. Журнал також надає авторам можливість заплатити за те, щоб стаття із закритого розділу з'явилася у відкритому доступі відразу після публікації. Крім того, A & A заохочує зберігання статей авторами на своїх персональних вебсторінках, в електронних архівах інститутів і на сервері arXiv. 

Автори з країн, які спонсорують журнал, можуть друкуватися в A&A безкоштовно, а автори з інших країн платять посторінковий тариф. Автори передають права публікації Європейській південній обсерваторії, яка дозволяє журналу видавати ліцензії на повторне використання матеріалів статей після їх публікації.